# Tony Popovic
Tony Popovic (n. 4 iulie 1973, Sydney, Noul Wales de Sud, Australia) este un fotbalist australian retras din activitate, care a jucat pe post de fundaș la echipe ca Sydney United FC⁠(d), Crystal Palace și Hiroshima. Pe plan internațional, are prezențe la națională pentru Australia U17⁠(d), Australia U20⁠(d), Australia U23⁠(d) și Australia. După încheierea carierei, a devenit antrenor, și antrenează în prezent pe Echipa națională de fotbal a Australiei.

## Statistici
| Australia | Australia | Australia |
| An        | Meciuri   | Goluri    |
| --------- | --------- | --------- |
| 1995      | 8         | 0         |
| 1996      | 10        | 0         |
| 1997      | 2         | 0         |
| 1998      | 2         | 0         |
| 1999      | 0         | 0         |
| 2000      | 7         | 1         |
| 2001      | 10        | 5         |
| 2002      | 0         | 0         |
| 2003      | 2         | 1         |
| 2004      | 5         | 0         |
| 2005      | 8         | 0         |
| 2006      | 4         | 1         |
| Total     | 58        | 8         |